# Narva (by)
Narva är en by i Vesilax, ungefär 40 km söder om Tammerfors. Narva ligger vid sjön Pyhäjärvi vid stranden av floden Narva.
Narva byn har ca 900 invånare. Befolkningen har dock ökat kontinuerligt sedan 1990-talet. Karaktäristiskt för området är böljande gröna fält och granskog. Narva är en välkänd marknadsplats och en urgammal plats för pälsförsäljning. Ordet "narv" betyder hårsida på läder eller skinn .

## Narvas marknad
Narvas marknad är en stor marknad och hembygdsfest, som ordnas vart femte år i Narva. Narva har varit en viktig marknadsplats ända sedan järnåldern. Även på 1720-80-talet var Narva en av sydöstra Finlands mest kända marknadsplatser.
Narvas Ungdomsförening återupplivade Narvas marknad till liv igen år 1965. Marknadsförsäljningen har alltid varit en viktig del av marknaden, men idag är också det mångsidiga programmet riktgivande för marknaden. Vid öppningen av marknaden antänds en tjärdal. Narvas marknad är populär. På sommaren 2010 firades den tionde Narvas marknad. Följande marknad ordnas år 2015 på Narvas marknadsområde. Där finns även en danspaviljong och ett hembygdsmuseum. Även “Perinnepäivä & Maalaistori”-evenemanget (Traditionsdag & Lanttorg), ordnad av "Tähti"-ungdomsförening och Vesilax museiförening (Vesilahden museoyhdistys) är en viktig händelse i byn.